# Viktor Reneiski
Viktor Reneiski (Babroejsk, 24 januari 1967) was een Moldavisch kanovaarder.
Reneiski won in 1988 olympisch goud in de C-2 over 500 en 1000 meter samen met Nicolae Juravschi namens de Sovjet-Unie. Acht jaar later wonnen Juravschib en Reneiski namens Moldavië de olympisch zilver op de C-1 500 meter.

## Belangrijkste resultaten

### Olympische Zomerspelen
| Editie | Plaats  | Resultaten            |
| ------ | ------- | --------------------- |
| 1988   | Seoel   | C-2 500m C-2 1000m    |
| 1996   | Atlanta | C-2 500m 6e C-2 1000m |

### Wereldkampioenschappen vlakwater
| Jaar | Plaats   | Resultaten                                      |
| ---- | -------- | ----------------------------------------------- |
| 1986 | Montreal | C-2 500m                                        |
| 1989 | Plovdiv  | C-2 500 m · C-4 500 m · C-4 1000 m              |
| 1990 | Poznań   | C-2 500 m · C-4 500 m · C-4 1000 m              |
| 1991 | Parijs   | C-4 500 m · C-4 1000 m · C-2 500 m · C-2 1000 m |
| 1995 | Duisburg | C-2 500m                                        |

1976: Sergej Petrenko & Aleksandr Vinogradov ·
1980: László Foltán & István Vaskuti ·
1984: Matija Ljubek & Mirko Nišović ·
1988: Nicolae Juravschi & Viktor Reneiski ·
1992: Dmitri Dovgalenok & Aleksandr Maseikov ·
1996: Csaba Horváth & György Kolonics ·
2000: Ferenc Novák & Imre Pulai ·
2004: Meng Guanliang & Yang Wenjun ·
2008: Meng Guanliang & Yang Wenjun ·
2024: Liu Hao & Ji Bowen
1936: Jan Brzák-Felix & Vladimír Syrovátka ·
1948: Jan Brzák-Felix & Bohumil Kudrna ·
1952: Finn Haunstoft & Bent Peder Rasch ·
1956: Alexe Dumitru & Simion Ismailciuc ·
1960: Leonid Geisjtor & Sergej Makarenko ·
1964: Andrei Chimitsj & Stepan Osjtsjepkov ·
1968: Serghei Covaliov & Ivan Patzaichin ·
1972: Vladislavas Česiūnas & Joeri Lobanov ·
1976: Sergej Petrenko & Aleksandr Vinogradov ·
1980: Ivan Patzaichin & Toma Simionov ·
1984: Ivan Patzaichin & Toma Simionov ·
1988: Nicolae Juravschi & Viktor Reneiski ·
1992: Ulrich Papke & Ingo Spelly ·
1996: Andreas Dittmer & Gunar Kirchbach ·
2000: Florin Popescu & Mitică Pricop ·
2004: Christian Gille & Tomasz Wylenzek ·
2008: Aliaksandr Bahdanovitsj & Andrei Bahdanovitsj ·
2012: Peter Kretschmer & Kurt Kuschela ·
2016: Sebastian Brendel & Jan Vandrey ·
2020: Fernando Jorge & Serguey Torres